# Waverley (Schiff)
Die Waverley ist ein 1947 gebauter, britischer Raddampfer. Das Schiff gilt als der letzte seegehende Raddampfer weltweit.

## Geschichte
Das Schiff wurde unter der Baunummer 1330P auf der Werft A. & J. Inglis in Glasgow für die Eisenbahngesellschaft London and North Eastern Railway gebaut. Die Kiellegung fand am 27. Dezember 1945, der Stapellauf am 2. Oktober 1946 statt. Anfang 1947 wurde das Schiff für die Installation der Maschinenanlage zu Rankin & Blackmore in Greenock geschleppt. Die Fertigstellung des Schiffes erfolgte am 5. Juni 1947. Die Baukosten des Schiffes beliefen sich auf £ 107.725.
Seine Jungfernfahrt machte das Schiff am 16. Juni 1947. Es wurde in erster Linie für den Fährverkehr im Loch Long und im Loch Goil genutzt und verkehrte zwischen Craigendoran und Arrochar bzw. Lochgoilhead.
Mit der Verstaatlichung der vier großen privaten Eisenbahngesellschaften des Landes, zu der auch die London and North Eastern Railway gehörte, kam das Schiff 1948 zur British Transport Commission. 1951 übernahm die Caledonian Steam Packet Company den Betrieb des Schiffes, das neben dem Fährverkehr von Craigendoran nach Arrochar und Lochgoilhead im Laufe der Zeit auch auf anderen Strecken eingesetzt wurde, darunter in den 1950er-Jahren zwischen Craigendoran, Gourock und Rothesay oder von Wemyss Bay bzw. von Craigendoran zur Isle of Arran sowie in den 1960er-Jahren unter anderem von Rothesay aus bzw. zwischen Largs und Millport auf der Insel Great Cumbrae. Anfang der 1970er-Jahre war es das letzte verbliebene Dampfschiff der Caledonian Steam Packet Company. Zum 1. Januar 1973 wurde die Caledonian Steam Packet Company mit der Reederei David MacBrayne zu Caledonian MacBrayne verschmolzen. Ende 1973 stellte diese das Schiff außer Dienst. Es wurde in der Folge für den symbolischen Preis von £ 1 an die Paddle Steamer Preservation Society verkauft, die zum Ziel hat, historische Raddampfer zu erhalten. Die Paddle Steamer Preservation Society gründete für den Betrieb des Schiffes die Waverley Steam Navigation Company.
Seit 1975 wird die Waverley touristisch von verschiedenen Orten im Vereinigten Königreich genutzt. Nachdem in den ersten Jahren Ausflugsfahrten in erster Linie auf dem Firth of Clyde und angrenzenden Gewässern in Schottland durchgeführt wurden, wurden ab Ende der 1970er-Jahre auch Fahrten von Orten unter anderem in England und Wales durchgeführt, die das Schiff beispielsweise in den Bristolkanal, den Ärmelkanal und entlang der Nordseeküste in die Flussmündungen von Themse, Humber, Tees, Tyne, Forth und Tay führten. 1999/2000 und 2002/2003 wurde das Schiff umfangreich restauriert und dabei optisch wieder in seinen Originalzustand zurückversetzt.
Das Schiff gilt als der letzte seegehende Raddampfer weltweit und ist Teil der britischen National Historic Fleet. Das Schiff, das nach einem Roman von Walter Scott benannt ist, hat seinen Liegeplatz am Plantation Quay in Glasgow.

## Technische Daten und Ausstattung
Das Schiff wird von einer Dreifach-Expansionsmaschine mit 1566 kW Leistung angetrieben. Die Maschine wirkt auf zwei Schaufelräder, die sich etwa mittschiffs auf beiden Seiten des Schiffes befinden. Für die Dampferzeugung stand ursprünglich ein mit Kohlen befeuerter Kessel zur Verfügung. 1956/1957 wurde der Kessel auf die Befeuerung mit Öl umgestellt. Der Kessel wurde 1981 ersetzt. Im Jahr 2000 wurden zwei neue Kessel installiert. Diese wurden 2020 durch zwei Kessel, die mit Marinedieselöl befeuert werden, ersetzt. Der Originalkessel des Schiffs ist im Scottish Maritime Museum in Irvine ausgestellt. Neben der Antriebsmaschine werden auch diverse weitere Maschinen an Bord mit Dampf betrieben, beispielsweise Winden, das Ankerspill und die Rudermaschine. Für die Stromversorgung stehen zwei von Caterpillar-Dieselmotoren mit jeweils 129 kW Leistung und ein von einem Caterpillar-Dieselmotor mit 80 kW Leistung angetriebene Generatoren sowie ein Notgenerator zur Verfügung.
An Bord befinden sich Passagierbereiche unter Deck sowie in den Decksaufbauten auf dem Promenadendeck vor und hinter den beiden Schornsteinen. Während der aktiven Zeit im Linienverkehr vor der schottischen Westküste standen Aufenthaltsräume, Restaurants, Cafés, Bars und ein Kiosk an Bord zur Verfügung. Der Passagierbereich war in zwei Klassen unterteilt. Die Einrichtungen sind in ähnlicher Form größtenteils noch vorhanden. Die Brücke befindet sich im vorderen Bereich des Schiffes. Sie ist auf den vorderen Decksaufbau aufgesetzt.
Das Schiff war anfangs je nach Fahrtgebiet für bis zu 1350 Passagiere zugelassen. Waverley Excursions bietet je nach Fahrtgebiet noch bis zu 860 Plätze an Bord an. Die Besatzungsstärke beträgt mindestens 19 Personen.